# Jerzy Krawczyk (malarz)
Jerzy Krawczyk (ur. 24 sierpnia 1921 w Łodzi, zm. 5 lipca 1969 tamże) – polski malarz, członek Grupy Realistów.

## Życiorys
Edukację artystyczną rozpoczynał w Szkole Rysunku i Malarstwa. Przełomowym wydarzeniem w jego karierze artystycznej był 1938, kiedy wyjechał z Polski do Wiednia w celu doskonalenia umiejętności. W czasie wojny przebywał w obozie jenieckim w Dortmundzie.
W 1945 swoje prace wystawił w Ośrodku Propagandy Sztuki w Łodzi i został przyjęty do Związku Plastyków. Później podjął studia w Państwowej Wyższej Szkole Sztuk Plastycznych, które jednak szybko przerwał. W 1947 rozpoczął pracę jako rysownik w Zakładzie Anatomii Prawidłowej Akademii Medycznej w swoim rodzimym mieście, gdzie zatrudniony był do końca życia.
Wystawiał wiele obrazów, prezentując je na licznych wystawach zbiorowych i indywidualnych zarówno w kraju, jak i za granicą. Od 1962 brał udział w ogólnopolskich wystawach malarzy realistów w warszawskiej Zachęcie. W 1967 reprezentował Polskę na Biennale w São Paulo.
Jego obrazy (głównie nastrojowe pejzaże oraz dzieła przedstawiające przeżycia obozowe, ale także dotyczące społeczności żydowskiej, Zagłady, a z ostatniego okresu twórczości programowo antyestetyczne „kompozycje przestrzenne”) znaleźć można w zbiorach m.in. Muzeów Narodowych w Krakowie, Warszawie, Wrocławiu, Gdańsku i Poznaniu, muzeach w Bydgoszczy, Rzeszowie, Toruniu i Chełmie, Muzeum Miasta Łodzi i Muzeum Sztuki w Łodzi oraz w wielu kolekcjach prywatnych.

### Życie prywatne
Jego żoną była Barbara Szajdzińska-Krawczyk – artystka także należąca do Grupy Realistów.